# Jah9
Janine Elizabeth Cunningham (Montego Bay, 23 mei 1983), beter bekend als Jah9, is een Jamaicaanse zangeres.

## Biografie
Ze werd geboren in Montego Bay te Saint James. Haar vader was dominee bij de baptisten en haar moeder was lerares en sociaal werkster. Ze bracht een groot deel van haar kindertijd door in Falmouth in Trelawny. Omstreeks 1991 verhuisde het gezin naar Kingston. Na een periode aan de universiteit ging ze van start met haar grote passie, muziek. Haar muziek wordt vaak omschreven als "jazz on dub", dit omdat haar zangstem beïnvloed is door Nina Simone en Billie Holiday, min of meer gecombineerd met het dancehallgeluid van Sizzla en de hevige dubritmes zoals die van Augustus Pablo. In 2013 verscheen haar eerste album New Name.

## Discografie

### Albums
- New Name (2013)[3]
- 9 (2016)
- In The Midst of the storm (met de Mad Professor - 2017)
- Feelings (EP - 2018)

### Singles[4]
- Legitimate (2011)
- Smile Jamaica / Brothers (i.s.m. Chronixx, 2013)
- Steamers a bubble (2013)[5]